# Acrochordonichthys gyrinus
Acrochordonichthys gyrinus — вид риб з роду Acrochordonichthys родини Akysidae ряду сомоподібні. Видова назва походить від латинського слова gyrinus, тобто закруглений або кривої), звертаючись до цього виду

## Опис
Загальна довжина сягає 10 см. Голова сплощена. Очі маленькі. Є 4 пари вусів. Тулуб сильно витягнутий з довгим хвостовим стеблом. Скелет складається з 39 хребців. У спинному плавці є 2 колючих і 4—5 м'яких променів, в анальному — 10 м'яких променів. Статевий сосочок гостроконечний, довгий. Жировий плавець маленький, з'єднано вкрай низьким гребенем зі спинним плавцем. Грудні плавці дещо витягнуті. Задній край грудного плавця увігнутий. Черевні плавці крихітні. Хвостовий плавець широкий
Загальний фон бежевий або світло-пісочний. На голові дрібні цятки. На тулубі присутні нечіткі плями неправильної форми коричневого кольору.

## Спосіб життя
Є демерсальною рибою. Зустрічається в невеликих і середніх річках зі швидкою течією на кам'янистих ґрунтах. Вдень ховається під камінням. Активна вночі. Живиться донними безхребетними, переважно креветками, на яких чатує, лежачи між каменів. Також живиться дрібними водними організмами.

## Розповсюдження
Мешкає у річці Йом (верхів'я річки Чао-Прайя у Таїланді).